# Politikin zabavnik
Politikin zabavnik (serbisch: Политикин Забавник) ist ein populäres Wochenmagazin in Serbien des Politika-Verlages. Die erste Ausgabe kam am 28. Februar 1939 heraus. Anfänglich wurde das Magazin in Form einer Tageszeitung zweimal wöchentlich (dienstags und freitags) herausgebracht. Heute erscheint das zumeist Zabavnik genannte Magazin einmal wöchentlich am Freitag. Ein Drittel des Magazins besteht aus Comics, während der Rest Artikel zu Technik, Natur, Geschichte, Musik sowie bedeutenden Ereignissen gewidmet ist. Der bekannte Slogan des Blattes ist Für jeden von 7 bis 107 (Za sve od 7 do 107). Einst hieß dieser Für jeden von 7 bis 77, wurde aber, nachdem ein Leser in einem Brief anfragte, ob er jetzt mit 78 noch fit zum Lesen des Magazins wäre, vom Chefredakteur geändert.

## Geschichte

### Vorkriegszeit (1939–1941)
Die ersten Redakteure des Zabavnik waren Journalisten der Politika, angeführt von Vladislav Ribnikar, Dušan Duda Timotijević und Živojin Bata Vukadinović. Sie waren Enthusiasten, die die serbischen linksgerichteten Intellektuellen verbanden. Sie hatten die Idee eine unterhaltsame Zeitung zu entwerfen, die Novellen, Kurzgeschichten und Comics beinhaltete. Am 31. Dezember 1938 veranstaltete die Politika einen Wettbewerb für den Namen des neuen Blattes. Unter den 34.998 Einsendungen wählte ein Fünftel den Namen „Politikin Zabavnik“ (Politikas Unterhaltungsmagazin). Die erste Ausgabe des Magazins kam am 28. Februar 1939 heraus. Es wurde im Berliner Format (31 × 47 cm) herausgebracht und hatte 12 Seiten, die in schwarz-weiß gedruckt waren. Vier Seiten wurden zusätzlich in rot und dessen Untertönen gedruckt. Das Konzept des Zabavniks war ein balanciertes Verhältnis zwischen Comics und Texten.
Der Comic-Redakteur Duda Timotijević war verantwortlich für die Übersetzung amerikanischer Comic-Strips und Sunday strips und wurde der Pate der meisten Disney-Charaktere, denen er serbische Namen gab. Neben Disney-Comics wurden im Politikin Zabavnik auch: Jungle Jim, Ming Foo, Little Annie Rooney, The Lone Ranger, Red Ryder, Thimble Theater, Curley Harper, Brick Bradford, und King of the Royal Mounted publiziert. Einheimische Comic Autoren hatten ebenso weiten Raum: Đorđe Lobačev (Comics zur serbischen Folklore – Baš Čelik und Čardak ni na nebu ni na zemlji), Moma Marković (Rista sportista – Abenteuer von Jungs aus Belgrad), Konstantin Kuznjecov (Adaptationen von Puschkins Novellen in Versen – Die Geschichte des Goldenen Hahns und Die Geschichte von Zar Saltan), und Sergej Solovjev (Adaptation von R. L. Stevensons Schatzinsel). Der größte Unterschied zwischen dem Politikin Zabavnik und konkurrierenden Comic-Heften wie Mika Miš und Mikijevo carstvo waren die Textzeilen mit Kreuzworträtseln, Novellen, Neuigkeiten aus Wissenschaft bis Sport und zahlreichen Kurztexten. Daneben hatte das Blatt alle Rechte für die Verwendung der Disney Charaktere in Serbien.
Chefredakteur der Texte war Bata Vukadinović. Politikin zabavnik veröffentlichte Novellen von Edgar Allan Poe, Mark Twain, H. G. Wells und vielen weiteren bekannten Literaten.
Die durchschnittliche Auflage war 41.000 Hefte pro Ausgabe. Nach der Bombardierung Belgrads im Zweiten Weltkrieg wurde die Herausgabe des Magazins eingestellt. Das letzte Vorkriegsheft (Nr. 202) kam am 4. April 1941 heraus.

### Nachkriegsjahre (1952–1967)
Nach Ende des Krieges wurden Comics von den kommunistischen Machthabern verbannt. Als Begründung wurde angebracht, dass sie ein Produkt des Kapitalismus seien. Nach dem Bruch mit der Sowjetunion 1948 wurde die kulturelle Zusammenarbeit mit der Sowjetunion schwächer. Dies drückte sich zuerst in Karikaturen und animierten Filmen und später in gedruckten Comics in verschiedenen Zeitungsausgaben aus.
Sieben Jahre nach dem Ende des Zweiten Weltkriegs entschied Vladislav Ribnikar den Zabavnik wieder herauszugeben. Die erste Nachkriegsausgabe erschien somit am 5. Januar 1952. Chefredakteur war Kosta Stepanović, sein erster Assistent Bogdan Popović, der später auch Redakteur wurde. Nach der Legende wurde die Wiederaufnahme durch den Besuch von Athens Repräsentanten der Walt Disney Company eingeleitet. Dieser soll Tito vorgeschlagen haben, die Publikation von Comics in Jugoslawien wieder zu gestatten. „Wieso nicht, ich mag Donald Duck“, ist Titos zugeschriebene Antwort gewesen. Disneys Figuren hatten darauf immer bedeutenden Raum in den Ausgaben des Politikin Zabavnik.

### Neuere Zeit (1968–1990)
Der erste Tag des Jahres 1968 war ein historisches Datum für das Magazin. Nikola Lekić, damaliger Chefredakteur, stellte das Design um auf ein Magazin-Format (25 × 33 cm). Es wurde jetzt auch in Farbe gedruckt. Ein weiterer signifikanter Unterschied war, dass die Comics jetzt in der Mitte des Magazins Platz fanden. Davor gab es nur einzelne Comic-Strips. Jetzt wurden komplette Episoden aus 2–3 Serien veröffentlicht.
Von 1971 an wurde der Politikin Zabavnik auch in lateinischen Buchstaben sowie slowenisch veröffentlicht. Während seines Höhepunktes wurden 330.000 Hefte pro Ausgabe gedruckt. In der Mitte der 1980er wurde das Format nochmals etwas verkleinert (21 × 30 cm).

## Sektionen
Jede Ausgabe besteht aus einer konstanten Zahl von periodischen Sektionen und verwandten Texten.
Ständige Rubriken:
- Веровали или не! (Ob ihr es glaubt oder nicht!)
- Јесте ли већ чули дa… (Wußtet ihr schon…)
- Хогар Страшни (Hägar der Schreckliche) – Comic Strip
- Ма шта кажеш (Was erzählst du denn) – Lustige Geschichten
- Живот пише драме (Das Leben schreibt Dramen) – Traurige Geschichten aus dem Leben
- Забавникове логичке загонетке (Zabavniks logische Probleme) – Logische und mathematische Probleme
- Comics – 12–15 Seiten eines Comics, normalerweise in 2–4 Ausgaben
- Енигматика (Enigmatisches)
- Забавников ЗОО (Zabavnik’s ZOO) – Tiergeschichten
- Изуми, открића, достигнућа (Erfindungen, Entdeckungen) – Texte zur Technik und Wissenschaft
- High Tech – Gadgets
- Ја ♥ ПТТ (Ich ♥ Post) – Leserbriefe
- Чудесни свет Герија Ларсона (The Far Side von Gary Larson) – Comic Strip
- Рекли су (Es haben gesagt…) – berühmte Aussprüche
- Гарфилд (Garfield) – Comic Strip

Periodische Sektionen:
- Зашто се кажe… (Warum sagt man…) – sprachwissenschaftliche Texte
- За читање и уживање (Zum Lesen und Genießen) – Kurzgeschichten bekannter Autoren
- Забавников историјски Забавник (Zabavniks geschichtlicher Zabavnik) – Geschichten der Geschichte
- Приче о песмама (Geschichten über Lieder) – Texte zur Musik, ediert von Dejan Cukić
- Фантастика (Science fiction) – Science fiction, Chefredakteur Zoran Živković

## Comics
Während seines Erscheinens wurden im Politikin Zabavnik viele bekannte Comics gedruckt. Überwiegend von amerikanischen, französischen oder belgischen, sowie einheimischen Zeichnern. Einige der oft gedruckten bekannten Comics sind:
- XIII
- Asterix
- Batman
- Andy Morgan
- Leutnant Blueberry
- Brick Bradford
- Cocco Bill
- Corto Maltese
- Dennis
- Dick Tracy
- Flash Gordon
- He-Man
- Isnogud
- Jeremiah
- Katzenjammer Kids
- Lucky Luke
- Mandra, der Zauberer
- Modesty Blaise
- Popeye
- Prinz Eisenherz
- Rahan
- Rip Kirby
- Secret Agent X-9
- Superman
- The Phantom
- Tin-Tin